# Hugo Lapalus
Hugo Lapalus (Annecy, 9 luglio 1998) è un fondista francese.

## Biografia
Attivo in gare FIS dal novembre del 2015, Lapalus ha esordito in Coppa del Mondo il 17 marzo 2019 a Falun (46º), ai Campionati mondiali a Oberstdorf 2021, dove ha vinto la medaglia di bronzo nella staffetta, si è classificato 21º nella 15 km e non ha completato lo skiathlon, e ai Giochi olimpici invernali a Pechino 2022, dove ha vinto la medaglia di bronzo nella staffetta, si è piazzato 7º nella 15 km, 7º nella sprint a squadre e non ha completato lo skiathlon. Ai Mondiali di Planica 2023 è stato 11º nella 15 km, 26º nella 50 km, 16º nello skiathlon e 4º nella staffetta; nella successiva stagione 2023-2024 ha conquistato il primo podio in Coppa del Mondo, nel Tour de Ski disputato a Dobbiaco, Davos e Val di Fiemme tra il 30 dicembre e il 7 gennaio (3º), e ai Mondiali di Trondheim 2025 si è classificato 16º nella 50 km, 11º nella 10 km, 11º nello skiathlon e 4º nella staffetta.

## Palmarès

### Olimpiadi
- 1 medaglia:
  - 1 bronzo (staffetta a Pechino 2022)

### Mondiali
- 1 medaglia:
  - 1 bronzo (staffetta a Oberstdorf 2021)

### Mondiali juniores
- 2 medaglie:
  - 2 bronzi (staffetta a Râșnov 2016; staffetta a Park City 2017)

### Coppa del Mondo
- Miglior piazzamento in classifica generale: 9º nel 2024
- 3 podi (individuali):
  - 3 terzi posti

#### Coppa del Mondo - competizioni intermedie
- 1 podio di tappa:
  - 1 terzo posto